# Kristiansund Fotballklubb
Il Kristiansund Fotballklubb è una società calcistica norvegese con sede nella città di Kristiansund. Milita nella 4. divisjon, quinto livello del campionato norvegese. Il club fu fondato nel 1912. Nel 2003, il Kristiansund ed il Clausenengen stipularono un accordo che stabiliva che i migliori prospetti delle due squadre si trasferissero al Kristiansund Ballklubb, con l'obiettivo di costruire un nuovo club elitario per la città. Il club giocò per diverse stagioni nella massima divisione norvegese.

## Palmarès

### Competizioni nazionali
- 4. divisjon: 1

2014

### Altri piazzamenti
- Campionato norvegese:

Semifinalista: 1937-1938
- 3. divisjon:

Secondo posto: 1997, 2015 (gruppo 8)
- 4. divisjon:

Secondo posto: 2017